# جبر باناخ
در ریاضیات، به‌خصوص در آنالیز تابعی، جبر باناخ (به انگلیسی: Banach Algebra) که به نام استفن باناخ نامگذاری شده است، جبر شرکت‌پذیری چون {\displaystyle A} روی اعداد حقیقی یا مختلط است (یا روی یک میدان غیر-ارشمیدسی نرم دار کامل) چنان که همزمان فضای باناخ نیز باشد، یعنی، فضای نرم داری که در متر القاء شده توسط نرم کامل باشد. نرم باید در این گزاره صدق کند:
{\displaystyle \forall x,y\in A:\|x\,y\|\ \leq \|x\|\,\|y\|.}
خاصیت فوق تضمین می کند که عمل ضرب پیوسته باشد.
جبر باناخ را یکدار گویند اگر دارای عضو همانی ضربی باشد به طوری که نرم آن ۱ باشد، و جابجایی گویند اگر ضرب در آن جابجایی باشد. هر جبر باناخ {\displaystyle A} (چه عنصر همانی ضربی داشته باشد یا نداشته باشد) را می توان به طور یک ریخت در جبر باناخ یکداری چون {\displaystyle A_{e}} نشاند، چنان که {\displaystyle A} در {\displaystyle A_{e}} تشکیل یک ایده‌آل بسته دهد. اغلب به طور پیشینی فرض می شود که جبر باناخ مورد نظر یکدار است: چرا که می توان بسیاری از کارهای نظری را بر روی {\displaystyle A_{e}} تکوین داد و سپس نتایج حاصل را به جبر {\displaystyle A} اعمال کرد. با این حال، همیشه چنین حالتی رخ نمی‌دهد. به عنوان مثال، نمی توان تمام توابع مثلثاتی را در جبر باناخی که یکدار نباشد تعریف کرد.
نظریه جبرهای باناخ حقیقی ممکن است بسیار متفاوت از نظریه جبرهای باناخ مختلط باشد. به عنوان مثال، طیف یک عنصر از جبر باناخ مختلط نابدیهی هیچگاه تهی نیست، در حالی که برخی از عناصر جبر باناخ حقیقی ممکن است تهی باشد.
جبرهای باناخ را می توان روی هر میدان از اعداد پی-ادیک نیز تعریف کرد. این چنین جبرهایی بخشی از آنالیز پی-ادیک ها را تشکیل می دهند.